# Tecudži Haširatani
Tecudži Haširatani (* 15. červenec 1964) je bývalý japonský fotbalový obránce a reprezentant.

## Reprezentace
Tecudži Haširatani odehrál celkem 72 reprezentačních utkání. S japonskou reprezentací se zúčastnil Mistrovství Asie ve fotbale 1992.

## Statistiky
| Japonsko | Japonsko | Japonsko |
| Roky     | Záp.     | Góly     |
| -------- | -------- | -------- |
| 1988     | 5        | 1        |
| 1989     | 10       | 0        |
| 1990     | 6        | 1        |
| 1991     | 2        | 1        |
| 1992     | 11       | 0        |
| 1993     | 14       | 2        |
| 1994     | 9        | 1        |
| 1995     | 15       | 0        |
| Celkem   | 72       | 6        |